# نمذجة مباني خماسية الأبعاد
يشير مصطلح نمذجة مباني خماسية الأبعاد (بالإنجليزية 5D BIM ، وهو اختصار لنمذجة معلومات البناء ذات الأبعاد الخمسة ) والذي يستخدم في تقنية CAD و صناعةالتشييد إلى الارتباط الذكي لمكونات أو مجموعات CAD ثلاثية الأبعاد الفردية مع قيود الجدول الزمني ( والتي تعرف بنموذج 4D BIM )  مع المعلومات المتعلقة بالتكلفة.
5D = 3D + TIME SCHEDULE + COST 
يتيح إنشاء نماذج 5D للمشاركين المختلفين (من المهندسين المعماريين والمصممين والمقاولين إلى أصحاب المشروع) إلى رؤية تقدم أنشطة البناء بالمشروع بالإضافة إلى التكاليف ذات الصلة مع مرور الوقت.
تقنية إدارة المشروع المتمركزة على BIM هذه لديها القدرة على تحسين إدارة وتسليم المشاريع من أي حجم أو أي تعقيد.
ولكن في يونيو 2016 ، اعتبرت شركة McKinsey ( وهي شركة استشارية ) أن تكنولوجيا 5D BIM واحدة من خمس أفكار كبيرة تؤثر على البناء. فقد حددت 5D BIM بأنها «تمثيل ثلاثي الأبعاد للخصائص المادية والوظيفية لأي مشروع. فهو يأخذ في الاعتبار الجدول الزمني للمشروع وتكلفته بالإضافة إلى معايير التصميم المكاني القياسية ثلاثية الأبعاد.» 

## استعمال
في ألمانيا وأوروبا بشكل عام، تنتشر تقنية 5D BIM بين المقاولين العامين الكبار.